# Société nationale des postes et services financiers
Pour les articles homonymes, voir La Poste.
La Société nationale des postes et services financiers (SNPSF) est l’opérateur public responsable du service postal aux Comores.

## Réglementation
L’ordonnance N°04/002 /PR de février 2004 a scindé les activités de la SNPT et a créé deux sociétés Nationales différentes : La Société nationale de postes et services financiers (SNPSF) et Comores Télécoms.

## Activités
La SNPSF a comme activités :
- service postal universel
- service postal public sur l’ensemble du territoire
- service de compte courant postal
- crédit à partir des fonds disponibles
- ouverture et la fermeture des comptes épargne, ainsi que la gestion des fonds déposés par les épargnants.